# Boswellia sacra
Boswellia sacra is een boomsoort uit de familie Burseraceae. De soort komt voor op het Arabisch schiereiland en in noordoostelijk Afrika. De soort is bekend om zijn olibanum. De soort staat op de Rode Lijst van de IUCN geklasseerd als 'gevoelig'.